# Старі Кошари (Первомайський район)
Старі Коша́ри — село в Україні, у Кам'яномостівській селищній громаді Первомайського району Миколаївської області. Населення становить 218 осіб.

## Населення

### Мова
Розподіл населення за рідною мовою за даними перепису 2001 року:
| Мова       | Кількість | Відсоток |
| ---------- | --------- | -------- |
| українська | 198       | 90.83%   |
| російська  | 13        | 5.96%    |
| румунська  | 7         | 3.21%    |
| Усього     | 218       | 100%     |